# Liceul de Artă „Gh. Tattarescu” din Focșani

## Liceul de Artă "Gh. Tattarescu"[1]dinFocșani
Liceul de Arte Gh. ”Tattarescu” a fost înființat în 1957 avand titulatura de Școală de Muzică cu clase I – VIII. Aici au funcționat doi prestigioși directori – profesorii Nicolae Jurjiu și Ionică Dumitrache

##### Istoric
Începând cu anul 1980 și până în anul 1990 a funcționat în sistemul școlilor cu program suplimentar de muzică și arte plastice. Din anul 1990 până în anul 1992 a funcționat sub administrație proprie, iar din anul 1992 s-au înființat primele clase în ciclul liceal pe lângă Liceul Pedagogic din Focșani.
Liceu de Arta continuă o mai veche tradiție a învățămîntului artistic vrîncean și răspunde nevoilor instructiv-educative în domeniul pregătirii gimnaziale și liceale privind arta sunetelor muzicale, a formelor, culorilor, precum și a «cuvintelor potrivite».
În anul 1995 s-au întrunit condițiile de înființare ca liceu, funcționând în sistem de învățământ integrat începând cu ciclul gimnazial, unde sunt clase cu specializările muzică și arte plastice și ciclul liceal: muzică-profil teoretic, arte plastice-profil pictură și filologie.
Începând cu anul 2003 în planul de școlarizare specializarea filologie a fost înlocuită cu arhitectură, iar la arte plastice s-au înființat și alte profiluri: design, sculptura, design vestimentar și pictură murală
Din anul 2019 în Liceul de Artă Gh Tattarescu a fost inființat programul Vocațional-Artistic, integrat pentru învațământul primar (clasele 0-IV), profilul Artă Teatrală și reînființat profilul Filologie-Engleză Intensiv.

##### Actualitate
Astăzi, în cadrul celor cinci domenii artistice ființează 28 de clase, cu un număr de 738 elevi.
Corpul profesoral este alcătuit din 92 de cadre didactice, care dau dovadă de dăruire și profesionalism în activitatea ce o desfășoară la orele de curs și în afara lor.
Personalul didactic auxiliar este format din 8 cadre didactice iar personalul nedidactic este alcătuit din 9 persoane.
În momentul actual (anul școlar 2022-2023) spațiul destinat procesului didactic este compus din:
14 de săli de clasă, laborator de informatică, bibliotecă în str. Dornei nr. 5 – corpul A
12 ateliere pentru arte plastice si arhitectura în str. Marasesti, Nr, 76 – corpul B
17 cabinete de muzică – et. II-III parțial, la Școala Ștefan cel Mare - corpul C

facebook
galerie foto
1. ↑  [1]